# Hisychius
Hisychius is een geslacht van rechtvleugeligen uit de familie Romaleidae. De wetenschappelijke naam van dit geslacht is voor het eerst geldig gepubliceerd in 1878 door Stål.

## Soorten
Het geslacht Hisychius omvat de volgende soorten:
- Hisychius minor Giglio-Tos, 1898
- Hisychius nigrispinus Stål, 1878